# Jorge Pereira da Silva
Jorge Pereira da Silva (sinh ngày 4 tháng 12 năm 1985) là một cầu thủ bóng đá người Brasil.

## Sự nghiệp câu lạc bộ
Jorge Pereira da Silva đã từng chơi cho Nagoya Grampus Eight, Sanfrecce Hiroshima, Tokushima Vortis và FC Gifu.